# Marie-Claire Chevalier
Pour les articles homonymes, voir Marie Claire (homonymie) et Chevalier.
Marie-Claire Chevalier, également identifiée sous son seul prénom Marie-Claire, née le 12 juillet 1955 à Meung-sur-Loire (Loiret) et morte le 23 janvier 2022 à Orléans, est une figure de la lutte pour le droit à l'avortement en France. Elle a été défendue en 1972 par l'avocate Gisèle Halimi dans le procès de Bobigny pour avortement illégal. L'issue du procès a été une étape décisive, menant trois ans plus tard à la légalisation de l'IVG en France grâce à la loi Veil.

## Biographie

### Jeunesse et formation
Marie-Claire Chevalier naît à Meung-sur-Loire, près d'Orléans, le 12 juillet 1955,. Elle grandit dans une famille des classes populaires avec sa mère et deux sœurs, sans son père, dans une habitation à loyer modéré en banlieue parisienne,,.
Elle a 16 ans lorsqu'elle est violée en août 1971 par un garçon de 18 ans, Daniel P., élève dans le même lycée qu'elle , (l'âge de la majorité légale étant alors fixé à 21 ans, les deux protagonistes de ce drame sont mineurs). Se retrouvant enceinte, elle demande à sa mère, Michèle Chevalier, de trouver un moyen de la faire avorter. Cette dernière a finalement recours à une faiseuse d'anges, mais Marie-Claire souffre ensuite d'une grave hémorragie et doit être hospitalisée,,.

### Procès de Bobigny
Arrêté pour une affaire de vol de voiture indépendante du viol, le violeur décide de dénoncer Marie-Claire Chevalier afin d'obtenir sa libération,. L'interruption volontaire de grossesse étant alors illégale en France, et punie de six mois à deux ans de prison, elle est mise en examen peu après,. Elle est alors jugée dans le cadre du procès de Bobigny avec quatre autres femmes, dont sa mère. Toutes sont défendues par l'avocate Gisèle Halimi,.
Elle est finalement relaxée après le premier volet du procès, le 11 octobre 1972, où elle est jugée à huis clos au tribunal pour enfants de Bobigny du fait de ses 17 ans,. Sa mère est condamnée à une amende de 500 francs avec sursis et la faiseuse d'anges à un an de prison avec sursis après le second volet du procès, le 8 novembre 1972. Très médiatisée, l'affaire judiciaire se mue en « affaire politique » par Gisèle Halimi et Simone de Beauvoir, notamment,. En 1973, dans l'ouvrage Le procès de Bobigny, Gisèle Halimi qualifie le choix de l'avortement de Marie-Claire puis sa défense comme un « acte citoyen de désobéissance civique ».
Le retentissement de ce verdict aboutit à l'adoption de la loi Veil et la légalisation de l'avortement en France en janvier 1975,. Le New York Times réalise un parallèle avec l'arrêt Roe v. Wade pris par la Cour suprême en 1973, qui avait permis dans une situation similaire de rendre légal l'avortement aux États-Unis.

### Vie après le procès
Après le procès et l'avortement, Marie-Claire Chevalier souffre encore de la situation et effectue une tentative de suicide. Elle retourne néanmoins à un certain anonymat, décidant notamment de changer de prénom et de s'appeler  Catherine,.
En 1988, elle devient mère d'une fille nommée Jennifer, après avoir un temps craint être devenue stérile à la suite de l'avortement,,. Elle devient plus tard grand-mère.
Au début des années 1990, elle entame des études pour devenir aide-soignante et exerce ce métier dans le Loir-et-Cher, près d'Orléans, jusqu'à sa retraite,. Elle travaille également un temps comme soudeuse pour l'Armée française.
En 2006, elle écrit la postface de la réédition du livre Le procès de Bobigny de Gisèle Halimi, évoquant notamment au sujet de la loi Veil que « cette loi, c'était un peu grâce à moi qu'elle était votée, c'était un peu la mienne »,. Elle gardera par ailleurs le contact avec l'avocate longtemps après le procès.
Elle meurt le 23 janvier 2022 dans un hôpital d'Orléans après une « longue maladie » liée à une tumeur du cerveau,,. Elle est inhumée dans le cimetière municipal de Meung-sur-Loire (carré A, allée A5, emplacement 1701). Sa sœur Martine, d'un an sa cadette, meurt la même année et est inhumée avec elle (voir les inscriptions sur sa tombe).

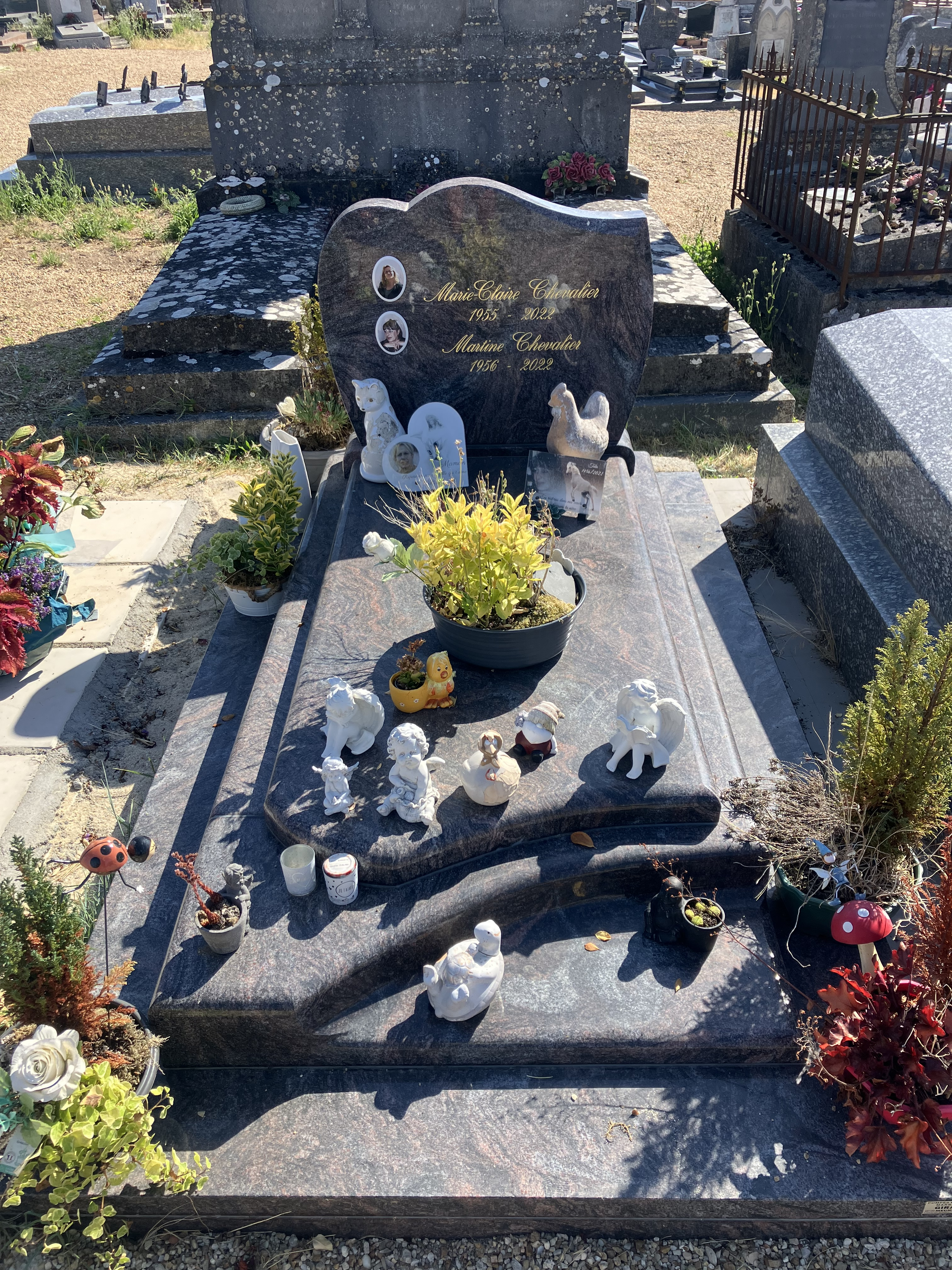
Tombe de Marie-Claire Chevalier à Meung-sur-Loire (Loiret) juin 2025

## Hommages

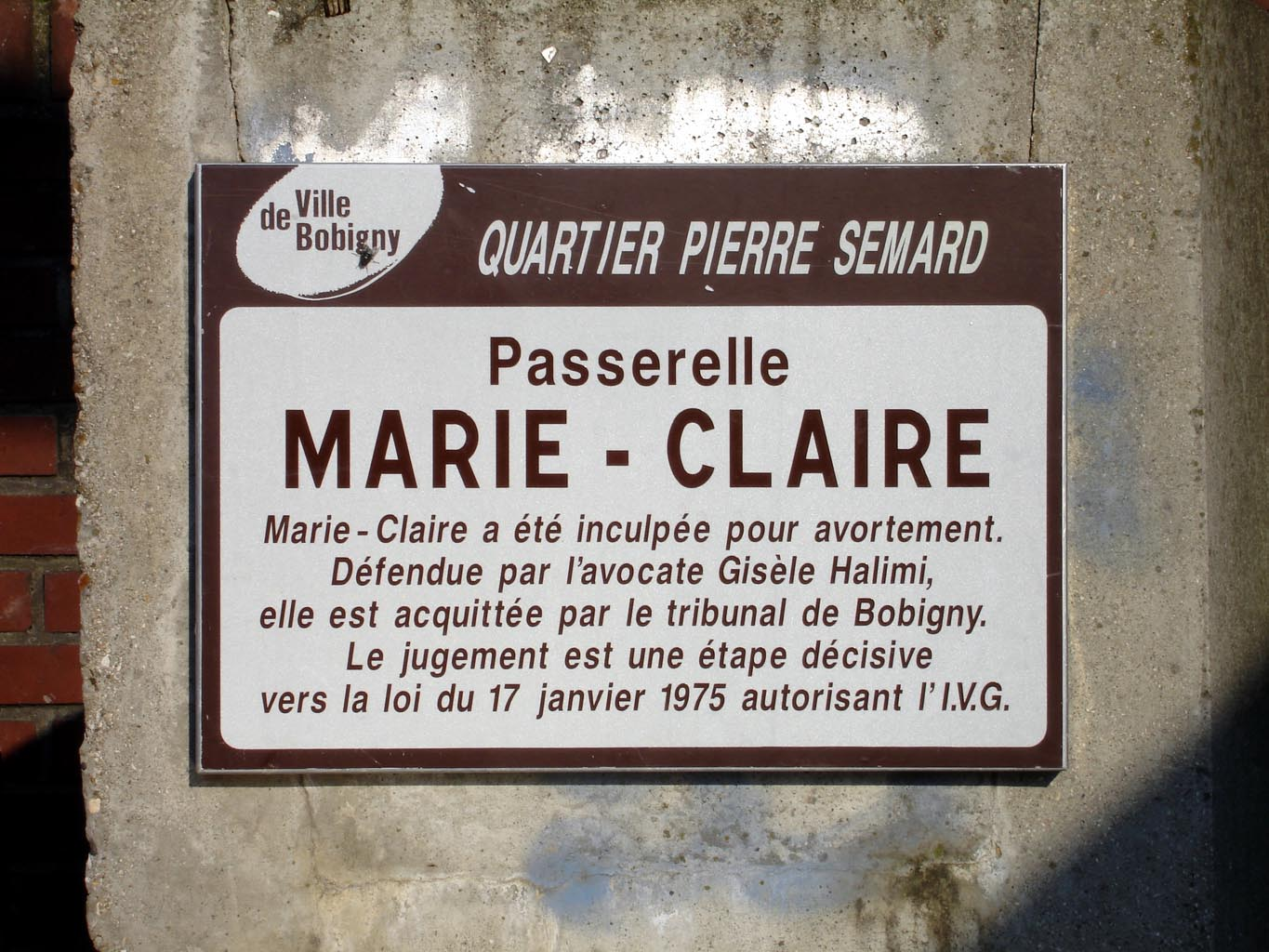
Plaque de la passerelle Marie-Claire, à Bobigny, nommée d'après Marie-Claire Chevalier.

En 2005, une passerelle en métal bleu est nommée en son honneur et en mémoire du procès à Bobigny, devant le tribunal de la ville,,. La passerelle est fermée en 2021.
En 2006, elle est incarnée par Juliette Lamboley dans le téléfilm Le Procès de Bobigny de François Luciani.
En 2019, une pièce de théâtre intitulée Hors la loi, écrite et mise en scène par Pauline Bureau, met en scène le procès et est jouée à la Comédie-Française,.
En 2024, une bande dessinée intitulée Bobigny 1972, réalisée par Marie Bardiaux-Vaïente (scénario) et Carole Maurel (dessin et couleur), publiée aux éditions Glénat, retrace son histoire, le procès de Bobigny et la défense de la loi pour la dépénalisation de l'avortement.
À sa mort, elle reçoit des hommages du président de la République, Emmanuel Macron et d'associations féministes, dont Osez le féminisme !, ou encore Choisir la cause des femmes, dont Gisèle Halimi était la présidente, hommage que l'association réitère lors de l'inscription de l'IVG dans la constitution en mars 2024.

## Publications
- Postface de Choisir la cause des femmes (préf. Simone de Beauvoir), Le procès de Bobigny (sténotypie intégrale des débats du procès de Bobigny, 8 novembre 1972 ; précédé de Désobéir pour le droit d'avorter, avant-propos inédit de Gisèle Halimi), Paris, Gallimard, 2006, 2e éd. (1re éd. 1973), 274 p. (ISBN 2-07077515-1).